# Paraskeva Clark
Paraskeva Clark (* 28. Oktober 1898 in St. Petersburg, Russland; † 10. August 1986 in Toronto, Kanada) war eine russisch-kanadische Malerin, die für ihre Stillleben, Porträts und Landschaften bekannt ist. Sie hat die russische Revolution miterlebt. Sie wohnte acht Jahre in Paris, wo sie in einem Geschäft für Innenarchitektur arbeitete, sich für moderne Kunst interessierte und Künstler wie Pablo Picasso kennenlernte. Nach ihrer Heirat mit einem Kanadier, den sie in Paris kennengelernt hatte, zog Paraskeva Clark 1931 nach Toronto.

## Leben
Geboren als Paraskeva Awdejewna Plistik in St. Petersburg, Russland, war Paraskeva Clark (der Nachname ihres zweiten Ehemannes) die Tochter eines bäuerlichen Fabrikarbeiters, der später ein Lebensmittelgeschäft besaß. Ihre Mutter hatte eine Ausbildung in traditioneller altrussischer Floristik und verdiente das Geld für die Familie, indem sie Blumen aus Stoff herstellte. Aufgrund ihres familiären Hintergrunds war sie sich der Herausforderungen bewusst, mit denen Arbeiterfamilien in Russland und später in Kanada konfrontiert waren. Sie hatte zwei Geschwister, einen Bruder und eine jüngere Schwester, und ihre Mutter starb, als Paraskeva Clark 17 Jahre alt war. Als junges Mädchen verliebte sich Paraskeva in das Theater und träumte davon, Schauspielerin zu werden. Wegen des geringen Einkommens ihrer Familie konnte sie jedoch keine Schauspielschule besuchen. Stattdessen besuchte sie nachts Kunstkurse an der Petrograder Kunstakademie. Im Herbst 1916 begann Paraskeva Clark ihr Studium bei dem Landschaftsmaler Savely Zeydenberg. An der Akademie lernte sie unter anderem die Werke der Impressionisten sowie von Cézanne, Picasso und Braque kennen.
Im Oktober 1918, nach der Russischen Revolution von 1917, wurde die Akademie in Freie Petrograder Studios umbenannt. Für Studierende, die bereits an der Akademie studiert hatten oder älter als 17 Jahre waren, war der Unterricht kostenlos, so dass Paraskeva die Möglichkeit hatte, Teilzeitkurse zu besuchen. Zunächst studierte sie bei Vasili Shukhaev. Als Shukhaev 1920 nach Paris emigrierte, begann Paraskeva Clark ihre Ausbildung bei Kuzma Petrov-Wodkin, einem der einflussreichsten Lehrer des Instituts. Von Petrov-Wodkin, der für seine Stillleben bekannt war, übernahm Paraskeva Clark das Konzept der Verkippung von Vertikalen und Horizontalen. In ihren Gemälden wendete sie diese Technik bis in die 1930er und 1940er Jahre hinein an.
Im März 1921 führte Lenin die Nationale Wirtschaftspolitik ein, die den Sozialismus in Russland neu definieren sollte. Eine Folge davon war, dass die Theater nun Studenten einstellten, um Bühnenbilder zu malen, und Paraskeva war eine dieser Kunststudenten, die eingestellt wurden. Während dieser Zeit lernte sie Oreste Allegri kennen, den Sohn einer italienischen Familie, der als Bühnenbildner arbeitete. Sie heirateten bald und Paraskeva bekam einen Sohn namens Benedict (oder Ben, wie er genannt wurde). Die Familie Allegri besaß ein Haus in der Nähe von Paris, und Paraskeva plante, 1923 mit ihrem Mann und ihrem kleinen Sohn dorthin auszuwandern. Paraskevas Mann ertrank, bevor sie nach Frankreich aufbrechen konnten. Die Familie Allegri lud Paraskeva ein, bei ihnen in Frankreich zu leben, was Paraskeva und ihr kleiner Sohn im Sommer 1923 auch taten.

## In Paris
In den folgenden sechs Jahren zog Paraskeva ihren Sohn groß und kümmerte sich um den Haushalt der Allegris. Sie besuchte Theater- und Kunstausstellungen und lernte einmal Pablo Picasso kennen, der die Allegris durch seine Verbindungen zur Theaterwelt kannte (er war zu dieser Zeit ebenfalls mit einer Russin verheiratet). Obwohl sie nicht viel Zeit zum Malen hatte, malte Paraskeva 1925 ein Selbstporträt, das sich heute in der Art Gallery of Ontario befindet und in dessen Mittelpunkt ihr breites, rosiges Gesicht steht. Mit zusammengepressten Lippen blickt sie den Betrachter an. Ihre Lippen waren eines ihrer markantesten Merkmale, und im Laufe der Jahre porträtierte sich Paraskeva entweder nicht lächelnd oder mit zusammengepressten Lippen.
Da sie Unabhängigkeit und Zeit für sich selbst brauchte, begann Paraskeva 1929 in einem Geschäft im Zentrum von Paris zu arbeiten. Das Geschäft verkaufte unter anderem venezianisches Glas und kleine Skulpturen für den Wohnbereich. Dort lernte sie auch ihren zweiten Ehemann Philip Clark kennen, der mit einem befreundeten Musiker durch Europa reiste und sich für drei Monate von seiner Arbeit in Toronto beurlauben ließ. Paraskeva und Philip blieben auch nach seiner Rückkehr nach Kanada in Kontakt. Schließlich machte er ihr einen Heiratsantrag, den sie im Mai 1931 annahm. Gemeinsam reisten sie nach England, wo sie am 9. Juni 1931 heirateten. Während ihres Aufenthalts in England nutzte Paraskeva Clark die Gelegenheit, die Ausstellung Thirty Years of Pablo Picasso in der Londoner Lefevre Gallery zu sehen. Paraskeva und Philip kehrten mit Ben nach Toronto zurück.

## In Toronto
Toronto war in den 1930er Jahren extrem konservativ, und Paraskeva Clark galt wegen ihrer russischen Herkunft als Exotin. Außerdem hatte sie eine starke Persönlichkeit, die nicht den Vorstellungen der Torontonians entsprach, wie sich eine Frau zu verhalten hatte. Etwa ein halbes Jahr nach ihrer Ankunft in Toronto besuchte Paraskeva Clark eine Ausstellung mit Landschaftsbildern der Group of Seven. Sie war nicht beeindruckt. Wichtiger für Paraskeva Clark als aufstrebende Künstlerin war die Tatsache, dass 14 Künstlerinnen an der Ausstellung An Exhibition of Seascapes and Water-Fronts by Contemporary Artists und an einer Ausstellung der Group of Seven im Dezember 1931 teilnahmen (insgesamt waren es 32 Künstlerinnen). Eine der Künstlerinnen war Emily Carr, die Paraskeva Clark bald kennen lernen sollte. Eine andere war Prudence Heward, deren Gemälde eines weißen weiblichen Aktes, Girl Under a Tree (1931), das Lawren Harris als den besten Akt bezeichnete, der je in Kanada gemalt worden war, für Paraskeva Clark eine herausragende Leistung darstellte.
Einer der Hauptgründe, warum Paraskeva Clark von den Landschaften der Group of Seven nicht beeindruckt war, lag darin, dass sie in diesen Bildern keinen Bezug zur realen Welt und zu sozialen Klassenfragen sah. Ihre Identität als Sozialistin – sie selbst bezeichnete sich sogar als „rot-russische“ Kommunistin – war auch für ihre Identität und Philosophie als Künstlerin von zentraler Bedeutung. Zu dieser Zeit gab es in Toronto andere Künstler, die sich ebenfalls des Klassenkampfes bewusst waren, wie Bertram Brooker und Pegi Nicol MacLeod, und Paraskeva Clark fühlte sich zu Künstlern hingezogen, die sich für eine sozial bewusste kanadische Kunst einsetzten.
Neben ihren Selbstporträts, die Paraskeva Clark als beherrschte, bisweilen elegante Frau mit starker physischer Präsenz zeigen, sind es vor allem ihre politischen Gemälde und Zeichnungen, die bei Betrachtern, für die Kunst untrennbar mit sozialen Fragen und gelebter Erfahrung verbunden ist, auf großes Interesse stoßen. Obwohl Paraskeva Clark viele Stillleben und später auch Landschaften sowie einige abstrakte Gemälde (in den 1960er Jahren) schuf, sind Bilder wie Petroushka (1937), das eine dicht gedrängte Menschenmenge auf der Straße zeigt, charakteristisch für ihr bestes Werk. In der Mitte erhebt sich ein Podest über die Menge, auf dem eine Polizeipuppe mit Pistole und Schlagstock steht, bereit, einen Arbeiter zu verprügeln. Auf der linken Seite hat Paraskeva Clark sich selbst gemalt, wie sie ihren kleinen Sohn Clive auf dem Arm hält, während ihr älterer Sohn Ben vor ihr steht. Sie hat sich also in diese Szene der Unruhen und der Polizeibrutalität hineingestellt und sich selbst als Zeugin positioniert, was ihre Überzeugung widerspiegelt, dass ein Künstler Zeuge des Klassenkampfes und anderer sozialer Probleme sein muss.
Im März 1933 luden die Mitglieder der Group of Seven einige jüngere Künstler zu einem Treffen in Lawren Harris' Haus ein, um über die Situation der Kunst in Kanada zu diskutieren. Das Ergebnis war die Gründung der Canadian Group of Painters (CGP). Ihre erste Ausstellung fand im Sommer 1933 in Atlantic City statt, und im November hatten die 28 Mitglieder ihr kanadisches Debüt in der Art Gallery of Toronto (heute Art Gallery of Ontario). Paraskeva Clark war eine der 25 Künstlerinnen und Künstler, die keine Mitglieder waren, und wurde eingeladen auszustellen. 1936 wurde sie Mitglied. Im selben Monat, in dem die CGP gegründet wurde, stellte Paraskeva Clark ein neues Gemälde, Portrait of Philip (1933), in der Jahresausstellung der Ontario Society of Artists in der Art Gallery of Toronto aus.
Im Januar 1936 Fand eine Ausstellung ihrer Bilder in den Galerien von J. Merritt Malloney in Toronto statt, die positive Kritiken erhält. 1937 erhielt Paraskeva Clark ihre erste Einzelausstellung in der neuen Picture Loan Society (PLS), die im Herbst 1936 eröffnet worden war. Bezeichnenderweise debütierte Paraskeva Clark in diesem Jahr auch als Schriftstellerin. Elizabeth Wyn Wood hatte in einem Artikel im sozialistisch orientierten Canadian Forum behauptet, die Stärke der kanadischen Kunst liege darin, dass sie frei vom Alltag (und damit auch von der Politik) sei. Dieser Gedanke stand in direktem Widerspruch zu Paraskeva Clarks Überzeugung von der sozialen Verantwortung der Kunst und der Künstler. Sie antwortete Wood in einem Artikel mit dem Titel „Come Out From Behind the Pre-Cambrian Shield“, der im April 1937 in New Frontier erschien.
1942 malte Paraskeva Clark ein weiteres Selbstporträt, Self Portrait with Concert Programme, das sie in ihrem Wohnzimmer sitzend zeigt. Sie trägt ein für die damalige Zeit typisches rosa Kostüm und hält ein Programmheft in der Hand, das sie nach einem Konzert, das sie im Jahr zuvor besucht hatte, aufbewahrt hatte: Salute to Russia. Statt das Programm zu malen, hat sie es auf die Leinwand geklebt und erinnert damit an die kubistischen Mischtechnik-Collagen, die Picasso zu Beginn des Jahrhunderts schuf. Paraskeva Clarks Stirn ist in diesem Werk in Falten gelegt, und die Einbeziehung des Programms, das direkt auf Russland anspielt, zeigt, dass sie sich der Weltereignisse, insbesondere der Belagerung von Leningrad und des Zweiten Weltkriegs, und der damit verbundenen Ängste bewusst war.
Gegen Ende des Krieges erhielt Paraskeva Clark von der National Gallery of Canada den Auftrag, die Women’s Division (WD) der Royal Canadian Air Force (RCAF) zu malen. Sie schuf vier Gemälde: Bedtime Story (1945), Maintenance Jobs in the Hangar (1945, Canadian War Museum), Parachute Riggers (1946–47, Canadian War Museum) und Quaicker Girls (1946, Canadian War Museum). Nach dem Ende des Zweiten Weltkriegs begann Paraskeva Clark, Vorträge über russische Kunst zu halten. Im Februar 1944 sprach sie vor zwei Gruppen über russische Kunst und Künstlerinnen: vor der Women’s Art Society und der Art Association of Montreal im Montreal Museum of Fine Arts. Außerdem hielt sie 1959 am Ridley College in St. Catharines, Ontario, einen Vortrag über Künstlerinnen, in dem sie unter anderem Emily Carr (die einzige kanadische Künstlerin, die sie erwähnte) und europäische Künstlerinnen wie Suzanne Valadon, Angelika Kauffman und Paula Modersohn-Becker hervorhob.
Paraskeva Clark wurde 1966 zum ordentlichen Mitglied der Royal Canadian Academy (RCA) gewählt. 1973 kontaktierte sie Charles Hill, damals Assistenzkurator an der National Gallery of Canada, und teilte ihr mit, dass er eine Ausstellung über kanadische Kunst der 1930er Jahre plane. Die Ausstellung ging 1975 auf Tournee und zeigte vier Werke von Paraskeva Clark: Myself (1933), Wheat Field (1936), Petroushka (1937) und Trout (1940).
1978 besuchte Mary MacLaughlin von der Dalhousie University Art Gallery Paraskeva Clark und teilte ihr mit, dass sie eine Überblicksausstellung über ihr Werk kuratieren wolle. Die Ausstellung Paraskeva Clark: Paintings and Drawings wurde 1982 in der Dalhousie University Art Gallery eröffnet und später in Ottawa, Toronto und Victoria gezeigt. Etwa zur gleichen Zeit begann die Filmemacherin Gail Singer mit den Dreharbeiten zu einem Dokumentarfilm über Paraskeva Clarks Leben mit dem Titel Portrait of the Artist as an Old Lady.